# Sicameira intermedia
Sicameira intermedia är en kräftdjursart som beskrevs av Marinov 1973. Sicameira intermedia ingår i släktet Sicameira och familjen Ameiridae. Inga underarter finns listade i Catalogue of Life.